# Saison 2025 de l'équipe cycliste Israel-Premier Tech
La saison 2025 de l'équipe cycliste Israel-Premier Tech est la onzième de cette équipe.

## Coureurs et encadrement technique

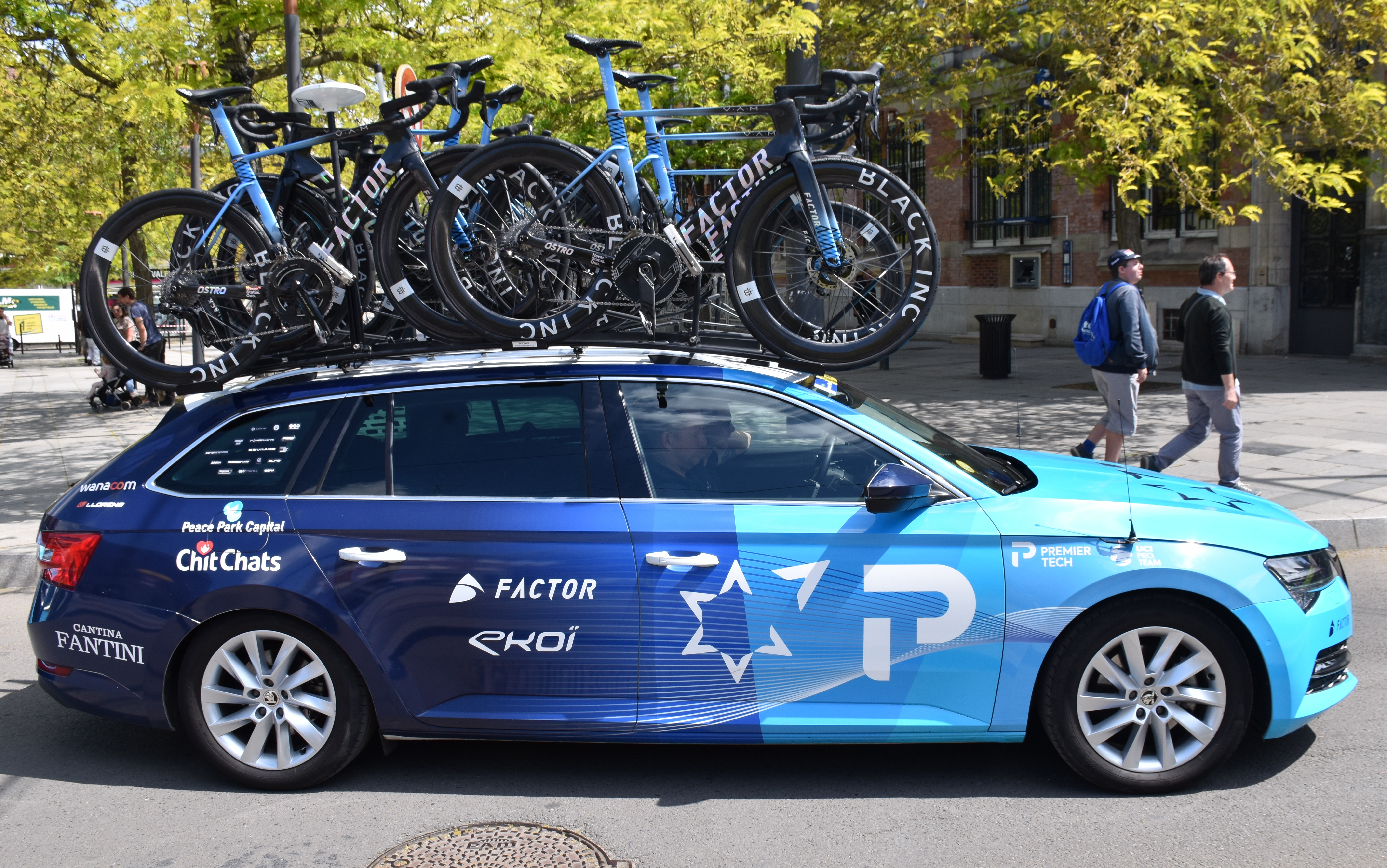
Véhicule Israel - Premier Tech lors des Quatre Jours de Dunkerque 2025

### Effectif
| Coureur             | Date de Nais.     | Nationalité        | Équipe en 2024              | Vict. | Cont.             | Maillot dist.              |
| ------------------- | ----------------- | ------------------ | --------------------------- | ----- | ----------------- | -------------------------- |
| Pascal Ackermann    | 17 février 1994   | Allemagne          | Israel-Premier Tech         | 1     | 01/2024 - 12/2025 |                            |
| George Bennett      | 7 avril 1990      | Nouvelle-Zélande   | Israel-Premier Tech         | 0     | 01/2024 - 12/2025 |                            |
| Joseph Blackmore    | 23 février 2003   | Grande-Bretagne    | Israel-Premier Tech         | 0     | 05/2024 - 12/2026 |                            |
| Guillaume Boivin    | 25 mai 1989       | Canada             | Israel-Premier Tech         | 0     | 01/2016 - 12/2025 |                            |
| Simon Clarke        | 18 juillet 1986   | Australie          | Israel-Premier Tech         | 0     | 01/2022 - 12/2025 |                            |
| Pier-André Côté     | 24 avril 1997     | Canada             | Israel Premier Tech Academy | 0     | 01/2025 - 12/2026 |                            |
| Itamar Einhorn      | 20 septembre 1997 | Israël             | Israel-Premier Tech         | 1     | 06/2015 - 12/2025 |                            |
| Marco Frigo         | 20 mars 2000      | Italie             | Israel-Premier Tech         | 1     | 01/2023 - 12/2026 |                            |
| Christopher Froome  | 20 mai 1985       | Grande-Bretagne    | Israel-Premier Tech         | 0     | 01/2021 - 12/2025 |                            |
| Jakob Fuglsang      | 22 mars 1985      | Danemark           | Israel-Premier Tech         | 0     | 01/2022 - 12/2025 |                            |
| Derek Gee           | 3 août 1997       | Canada             | Israel-Premier Tech         | 3     | 01/2022 - 12/2028 | - Route                    |
| Jan Hirt            | 21 janvier 1991   | République tchèque | Soudal Quick-Step           | 0     | 01/2025 - 12/2026 |                            |
| Hugo Hofstetter     | 12 février 1994   | France             | Israel-Premier Tech         | 0     | 01/2024 - 12/2025 |                            |
| Hugo Houle          | 27 septembre 1990 | Canada             | Israel-Premier Tech         | 0     | 01/2022 - 12/2026 |                            |
| Oded Kogut          | 14 février 2001   | Israël             | Israel-Premier Tech         | 0     | 01/2021 - 12/2025 | - Route - Contre-la-montre |
| Matîs Louvel        | 19 juillet 1999   | France             | Arkéa-B&B Hotels            | 0     | 01/2025 - 12/2027 |                            |
| Alexey Lutsenko     | 7 septembre 1992  | Kazakhstan         | Astana Qazaqstan Team       | 0     | 01/2025 - 12/2026 |                            |
| Krists Neilands     | 18 août 1994      | Lettonie           | Israel-Premier Tech         | 0     | 01/2017 - 12/2026 |                            |
| Riley Pickrell      | 16 août 2001      | Canada             | Israel-Premier Tech         | 1     | 01/2024 - 12/2025 |                            |
| Nadav Raisberg      | 29 mars 2001      | Israël             | Israel-Premier Tech         | 0     | 01/2024 - 12/2025 |                            |
| Matthew Riccitello  | 5 mars 2002       | États-Unis         | Israel-Premier Tech         | 2     | 01/2023 - 12/2025 |                            |
| Nick Schultz        | 13 septembre 1994 | Australie          | Israel-Premier Tech         | 0     | 01/2023 - 12/2025 |                            |
| Michael Schwarzmann | 7 janvier 1991    | Allemagne          | Israel-Premier Tech         | 0     | 01/2024 - 12/2025 |                            |
| Riley Sheehan       | 16 juin 2000      | États-Unis         | Israel-Premier Tech         | 0     | 01/2024 - 12/2026 |                            |
| Jake Stewart        | 2 octobre 1999    | Grande-Bretagne    | Israel-Premier Tech         | 2     | 01/2024 - 12/2025 |                            |
| Corbin Strong       | 30 avril 2000     | Nouvelle-Zélande   | Israel-Premier Tech         | 4     | 01/2022 - 12/2026 |                            |
| Tom Van Asbroeck    | 19 avril 1990     | Belgique           | Israel-Premier Tech         | 0     | 01/2019 - 12/2026 |                            |
| Ethan Vernon        | 26 août 2000      | Grande-Bretagne    | Israel-Premier Tech         | 1     | 01/2024 - 12/2026 |                            |
| Stephen Williams    | 9 juin 1996       | Grande-Bretagne    | Israel-Premier Tech         | 0     | 01/2023 - 12/2028 |                            |
| Michael Woods       | 12 octobre 1986   | Canada             | Israel-Premier Tech         | 0     | 01/2021 - 12/2025 |                            |

### Conflit israélo-palestinien et retentissements sur l'équipe
La présence de l'équipe dans les compétitions cyclistes en Europe est de plus en plus contestée. L'équipe bénéficie d'une protection policière permanente pendant le Tour  de France,. Plusieurs incidents surviennent, de la part de manifestants dénonçant le génocide à Gaza à Flers, Toulouse, et Montpellier,,.

## Champions nationaux, continentaux et mondiaux
| Date         | Course                                      | Maillot | Coureurs  | Pays   | Lieu          |
| ------------ | ------------------------------------------- | ------- | --------- | ------ | ------------- |
| 28 juin 2025 | Championnat du Canada de cyclisme sur route |         | Derek Gee | Canada | Saint-Georges |